# Valle de los Ingenios
Valle de los Ingenios dalen er en serie af tre indbyrdes forbundne dale omkring 12 km uden for byen Trinidad på Cuba. De tre dale, San Luis, Santa Rosa og Meyer var fra slutningen af 1700-tallet og frem til slutningen af 1800-tallet centrum for sukkerproduktionen i Cuba. På branchens top var her, at de fleste af de 50 aktive sukkermøller som beskæftigede mere end 30.000 slaver. Hele området dækker 270 km² og omfatter pladser til mere end 70 sukkerfabrikker. I 1988 blev Valle de los Ingenios dalen optaget på UNESCOs Verdensarvsliste.
Sukkerproduktionen var en stor industri for Cuba fra de tidlige spanske kolonier, som introducerede sukkerrør på øen år 1512, og handelen med varer befæstet Trinidad og de omkringliggende områder. Landet blev verdens langt største sukkerproducent i slutningen af 1700-tallet og i 1800-tallet og var i lang tid øens vigtigste industri. Klimaet og jorden var perfekt til dyrkning af sukkerrør, og de gode havne, jernbaner og veje gjorde det muligt let at transportere og eksportere det raffinerede sukker. For at beskytte sukkeret fra at blive ødelagt var hurtig transport nødvendig, og for dette blev der i slutningen af 1880'erne bygget en særlig jernbanelinje gennem dalen som knyttede Valle de los Ingenios med Trinidad og havnen i Casilda på kysten 6 km fra Trinidad. Dalene modtager vand fra flere floder, herunder Rio Agabama, Caracusey Rio, Rio de Ay og Rio Tayaba. På grund af en nær udslettelse af de indfødte cubanere gennem kontakt med sygdomme der overførtes af europæiske bosættere og deres dårlige behandling som slaver, blev det nødvendigt for spanske plantageejere at erstatte dem med importerede slaver fra Afrika. Den spanske forbud mod slaveri i 1820 gjorde det svært at importere slaver, men det var først omkring Uafhængighedskrigen i 1800-tallet at områdets dominans sluttede og mange af de sukkermøller blev opgivet eller gik konkurs. De fleste sukkermøller ligger i dag tilbage som ruiner.
21°50′29″N 79°51′29″V / 21.8414°N 79.8581°V